# Yviers
Yviers är en kommun i departementet Charente i regionen Nouvelle-Aquitaine i västra Frankrike. Kommunen ligger  i kantonen Chalais som ligger i arrondissementet Angoulême. År 2022 hade Yviers 536 invånare.

## Befolkningsutveckling
Antalet invånare i kommunen Yviers
Referens:INSEE